# En vivo en el Roxy
En vivo en el Roxy es un álbum en vivo de Manal editado en 1995. El álbum tiene las grabaciones de una actuación de 1994 en donde Javier Martínez y Alejandro Medina, se reunieron para recrear Manal, pero sin Claudio Gabis. Formaron la nueva banda con Claudio Rodríguez en guitarra y Carlos Vidal en teclados.

## Lista de canciones
Todas por Javier Martínez, excepto donde se indica.

| N.º | Título                                        | Vocalista principal | Duración |  |
| 1.  | «No pibe»                                     | Martínez            | 5:07     |  |
| 2.  | «Informe de un día»                           | Martínez            | 5:15     |  |
| 3.  | «Para ser un hombre más»                      | Martínez            | 4:22     |  |
| 4.  | «Avenida Rivadavia»                           | Alejandro Medina    | 4:11     |  |
| 5.  | «Necesito un amor»                            | Martínez            | 4:08     |  |
| 6.  | «Einstein» (Medina)                           | Medina              | 6:02     |  |
| 7.  | «Porque hoy nací»                             | Martínez            | 6:05     |  |
| 8.  | «Sacúdeme la vida» (Medina)                   | Medina              | 4:31     |  |
| 9.  | «Avellaneda Blues» (Claudio Gabis y Martínez) | Martínez            | 7:02     |  |
| 10. | «Una casa con diez pinos»                     | Martínez            | 6:01     |  |
| 11. | «Helena»                                      | Martínez            | 7:33     |  |
| 12. | «Jugo de tomate frío»                         | Martínez            | 5:57     |  |

- La canción "Helena" está mal escrita, es en realidad la canción "Elena", del álbum El león de 1971.

## Créditos
Manal
- Javier Martínez: voz y batería
- Alejandro Medina: bajo eléctrico y voz

Invitados
- Carlos Vidal: teclados
- Claudio Rodríguez: guitarra